# 澤民樹
24°19′06″N 120°41′54″E / 24.318245°N 120.698460°E
澤民樹，是位於臺灣臺中市后里區月眉里、月眉糖廠鄰近的樟樹，被當地人視為神樹，由時任中華民國臺灣省主席的李登輝取名，也是洪秀柱兒時的嬉戲處。

## 環境
遊客開車從后里交流道下去往月眉糖廠方向、市道132號轉雲頭路，就能見到澤民樹。樹距離月眉糖廠只有3分鐘車程、10分鐘的步行時間。離洪秀柱老家不遠，她兒時就於此樹下嬉戲。
因樹觀光聲名遠播，周遭自成小商圈。地方耆老指出，此大樟樹是生長在大水窟的土堆上，但泥沙日積月累日填滿水窟、淹沒主幹，只露出上面的支幹，因此有如雙株連體。樹齡卻不詳，當病蟲害專家診治鋸斷部份罹病壞死的枝幹，發現較年輕的樹幹年輪至少有五百年。
在2004年報導時，澤民樹樹幹粗16.3公尺、右幹7.4公尺，左幹8.5公尺。在臺灣樟樹的大小排名上，以信義鄉的神木樟樹公為第一名，第二名為澤民樹，第三名為草屯鎮的坪頂七股神木。

## 保育
1985年末，澤民樹與五福臨門神木、大里杙樹王公、北斗大榕樹因屬自然文化景觀，被列為第二批解除古蹟列管名單。1994年6月16日，臺中縣政府農業局和省文獻會共同研商，決定把包含此樹的台中縣91棵百年以上老樹，印製彩色專刊永久保護老樹，並定期為老樹作健康檢查、要求鄉鎮公所保護，請附近居民作義工維護。與同鄉的日月神木在2000年一同被縣府列為珍貴老樹。
2010年9月21日，由縣議員高基讚安排、彰化師範大學助理教授莊世滋帶領日本沖繩縣森林資源學者生澤均與韓國學者李春子，會勘近期遭白蟻與病蟲害侵襲的澤民樹。當時樹幹已中空腐朽，縣府花萬餘元請園藝業者，以熟石灰塗在樹皮防病蟲害侵襲。莊世滋表示塗上熟石灰是錯誤手法，應用樹脂防止二度傷害；生澤均指出，樹底部周邊因鋪設過多水泥，導致土壤過少，營養不夠，應改善土壤，加強養分供給與病蟲害防治；李春子在臺灣留學期間，曾造訪許多台灣老樹，見到此樹遭白蟻威脅，一度紅了眼眶，並告訴縣政府若技術上有困難，會請日本樹木專家到臺灣支援。對此，縣府保育科科長李代娟回應，因澤民樹目前是局部受損，才沒請樹醫生診治，會針對日本學者建議加以研議。
縣府幫此樟樹治療四次，效果卻不佳。於是當地企業家陳輝雄經友人牽線，找來中興大學園藝系副教授劉東啟以使用氣爆方式刨鬆土壤、埋入空心竹管方式治療，經過三年養護期，讓樹木逐漸恢復生機。因此月眉里約百名民眾在2014年10月4日齊聚一同為大樟樹祈福，並食用湯圓跟點心慶祝。
2015年成立的台灣老樹救援協會認養了此樹。劉東啟在該年4月26日與他在日本老師堀大才夫婦及香港救樹專家廖偉健一起作第二次施救，台灣老樹救援協會事長吳春山，台灣護樹聯盟張美惠理事長及其丈夫，及從小在樹下玩耍的村民共數十人也都到現場關心。

## 信仰
村民們以此樹為信仰中心，合組大樟公福德祠管理委員會，負責樟樹及土地公廟清掃、管理工作。廟址是雲頭路45-1號。居民為求子女平安長大，會讓孩子認此樟樹公為契子，中秋節也會返鄉前來酬謝。樹下常有老人談天說地，也會有老人家脫掉鞋子就踩在地面上，認為可吸收地氣讓身體健康。時任臺灣省主席的李登輝1982年4月造訪后里，聽聞居民講起大樟公庇佑居民的種種，遂命名為「澤民樹」。該名稱乃取其「澤披鄉民」之意。當地人開玩笑說月眉土地公廟有兩寶，一是千年大樟樹，二是百歲人瑞、愛穿女裝的郭丁貴。電腦彩券風行後，常有民眾前往求名牌。
找劉東啟救援此樹的陳輝雄，說曾四次夢見一名手持拐杖、自稱「樟樹公公」的長者要求救命，樹木起色後又再一次夢見樟樹公已沒持拐杖，滿臉笑容他道謝。后豐大橋斷落事件逃過一劫的正隆紙業后里廠長張榮毅講，當天中秋夜他下班到大樟公祭拜後才回家，行經后豐大橋時覺得橋面起伏不平，像在水面上，不時傳來轟隆聲，不到幾分鐘就斷橋，感嘆不知是否真是樹神的保佑。

## 觀光
過去大樟公並不出名，廟方每月收到的香油錢不夠支付水電費開銷。1992年，縣府觀光課的臺中縣觀光遊憩規劃，將觀光地點分為五大系統，此樹與五福臨門神木、水尾神木都列為豐原都會系統。
2000年5月中旬，國道高速公路局為興建后里交流道匝道工程，將月眉村對外交通要道的雲頭路封住，引發當地民怨。造成出入月眉村只能行走寬僅三公尺、又路彎的竹崎產業道路，讓遊客難以到澤民樹遊玩，果農生意大減。同年7月20日，四百餘人的自救會成立專案小組，以范振潤等十一人為專案小組，做為和鄉公所、高公局的對口單位，要求變更匝道設計，恢復雲頭路暢通。同月29日，自救會專案小組人員和高速公路局等單位協調達成后里交流道將改為高架的協議。但因高公局與地方代表對替代道路路線有不同意見，引起兩百多名農民在次月20日頭綁白布條，在牛車和宣傳車和挖土機的開道下，從月眉村步行至施工中的匝道抗議。
經抗爭二年，高公局終於新闢雲頭路，由澤民樹前接后里交流道再接外環的甲后路，工程費新台幣一千七百萬元由高公局負擔，土地徵收約二千萬元，由鄉公所分三年編列預算發放給地主，地主同意施工單位先行使用土地，在2002年1月25日由鄉長吳州孝、自救會長范振潤、高公局人員、包商及地方人士在澤民樹前的工地舉行動土儀式。同年報導時，廟方說這幾年逐漸有遊覽車載送遊客參觀，每月香油錢增加至兩萬多元，管委會開始有盈餘，到2001年尾已累積數十萬元，因此能作起放款與慈善事業。月眉村長張欽桐任內利用后豐鐵馬道的熱潮，宣傳此樹。萬仁導演的電影《車拼》以此土地公廟為場景之一。